# 라 카사 데 알 라도
《라 카사 데 알 라도》(스페인어: La casa de al lado)는 2011년 방영된 미국의 텔레노벨라이다.